# WikidPad

WikidPad — простий вікі-додаток з відкритим (вихідним) програмним кодом, для персонального використання, що дозволяє зберігати думки, нотатки, списки завдань, контакти та іншу інформацію з використанням вікі-розмітки. 
Дозволяє створювати свою власну Вікіпедію на домашньому комп'ютері. Являє собою текстовий редактор сполучений з базою даних і можливістю експорту сторінок в HTML/XML. Розробка ведеться на скриптовій мові Python.
WikidPad дозволяє створювати посилання між сторінками. Це дозволяє легко створювати невеликі за розміром вікі на певні теми. При потребі зміст вікі може бути експортовано у формати HTML або XML.